# Skala-Podilska
Skala-Podilska (en ukrainien : Скала-Подільська ; en polonais : Skała Podolska ; en russe : Скала-Подольская, Skala-Podolskaïa) est une commune urbaine de l'oblast de Ternopil, en Ukraine. Sa population s'élevait à 3 660 habitants en 2024.

## Nom
La ville fut longtemps appelée Skala, puis Skala-nad-Zbroutchem (en ukrainien : Скала-над-Збручем) ou Skala-sur-la-Zbroutch, pour la distinguer d'une autre ville du même nom. En 1939, après son annexion par l'Union soviétique, elle devint Skala-Podilska.

## Géographie
Skala-Podilska est située sur la rivière Zbroutch, un affluent du Dniestr, à 88 km au sud-est de Ternopil et à 14 km — 15 km par la route — au nord-est de la ville de Borchtchiv, le centre administratif du raïon dont elle fait partie.

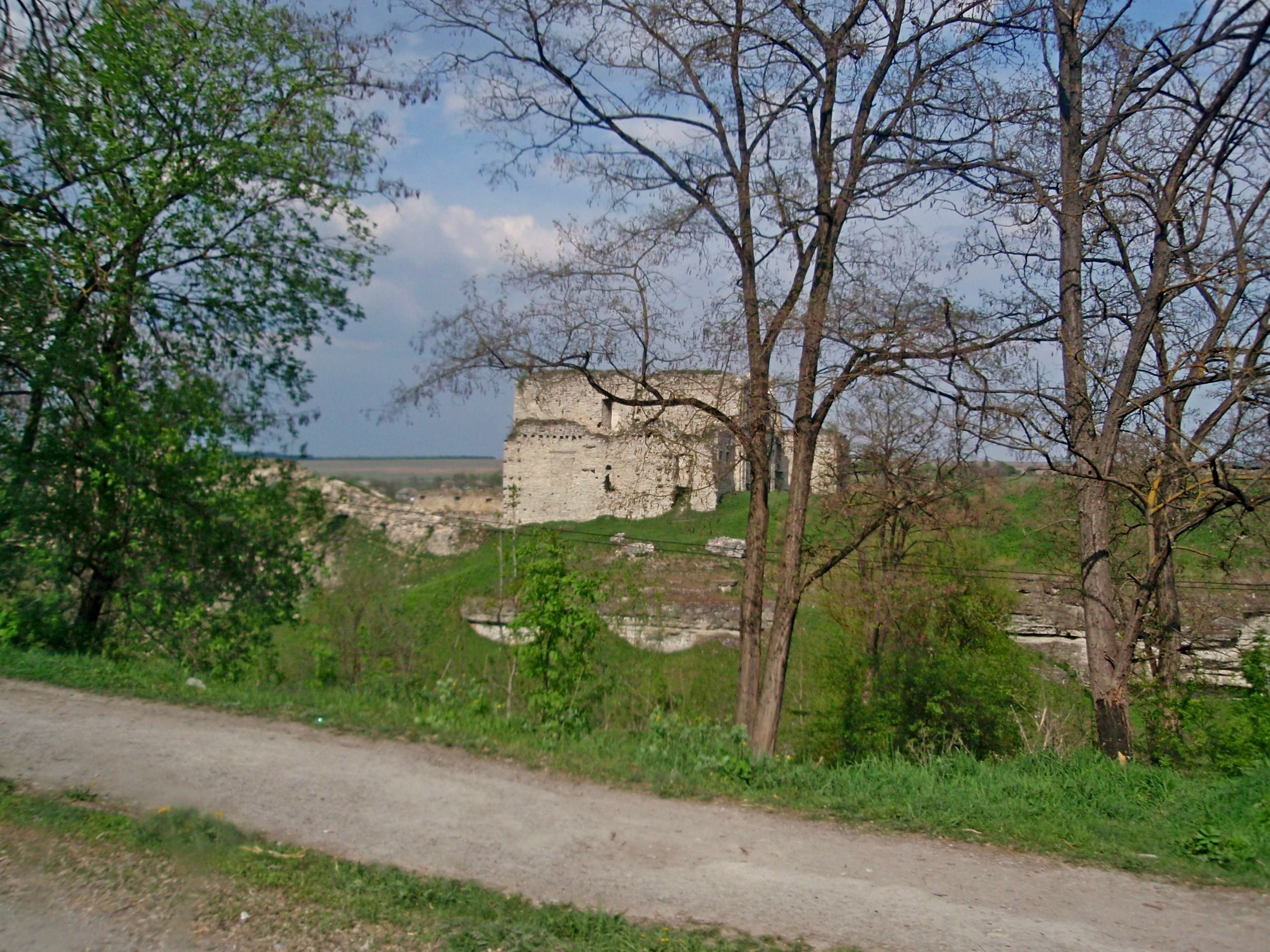
affleurement du silurien, classé et le château.

## Histoire
Arrosée par la Zbroutch, Skala est à cheval sur des régions traditionnellement soit polonaises soit ukrainiennes. Cette diversité ethnique explique qu'elle ait eu une histoire agitée, surtout en période de guerre ou de troubles politiques. Au XIVe siècle, elle devient une partie du grand-duché de Lituanie. En 1443, Skala reçoit le droit de cité ou droit de Magdebourg. En 1497, 1516, 1539, 1615 et en 1672, elle est attaquée et dévastée par les Turcs et les Tatars. En août 1648, elle est occupée par les Cosaques. En 1770, elle subit une épidémie de peste. À partir la fin du XVIIIe siècle, Skala fait partie de la province de Galicie, de l'Empire austro-hongrois. Après la Première Guerre mondiale, à la suite de l'effondrement de l'Autriche-Hongrie et de la guerre polono-ukrainienne, Skala devient polonaise. Elle est peuplée essentiellement par des Ukrainiens, des Polonais et des Juifs. La ville est alors située à l'extrémité orientale de la Pologne, à la frontière de l'Union soviétique, dont elle n'est séparée que par la Zbroutch. Avant la Seconde Guerre mondiale, Skala compte une importante communauté juive. En septembre 1939, peu après le pacte germano-soviétique, l'Armée rouge envahit Skala et de nombreux Ukrainiens, Polonais et Juifs sont alors déportés dans des régions reculées de l'Union soviétique. Au cours de l'été 1941, les territoires de la Pologne orientale annexés par l'Union soviétique sont envahis par l'Allemagne nazie et Skala est occupée du 14 juillet 1941 au 6 avril 1944. Plus de 1 500 Juifs de Skala périssent pendant la Shoah. Après la guerre, Skala fait à nouveau partie de la république socialiste soviétique d'Ukraine. Elle reçoit le statut de commune urbaine en 1956. Elle fait partie de l'Ukraine indépendante depuis 1991.

## Population
Recensements (*) ou estimations de la population :
| 1959* | 1970* | 1979* | 1989* | 2001* | 2009  | 2010  |
| ----- | ----- | ----- | ----- | ----- | ----- | ----- |
| 3 792 | 5 212 | 5 023 | 4 665 | 4 473 | 4 284 | 4 234 |

| 2011  | 2012  | 2013  | 2014  | 2015  | 2016  | 2017  |
| ----- | ----- | ----- | ----- | ----- | ----- | ----- |
| 4 234 | 4 255 | 4 263 | 4 251 | 4 258 | 4 273 | 4 293 |

### Personnalités liées
- Mykhaïlo Zgourovskyi, scientifique et ministre ukrainien y est né.

## Lieux d'intérêt

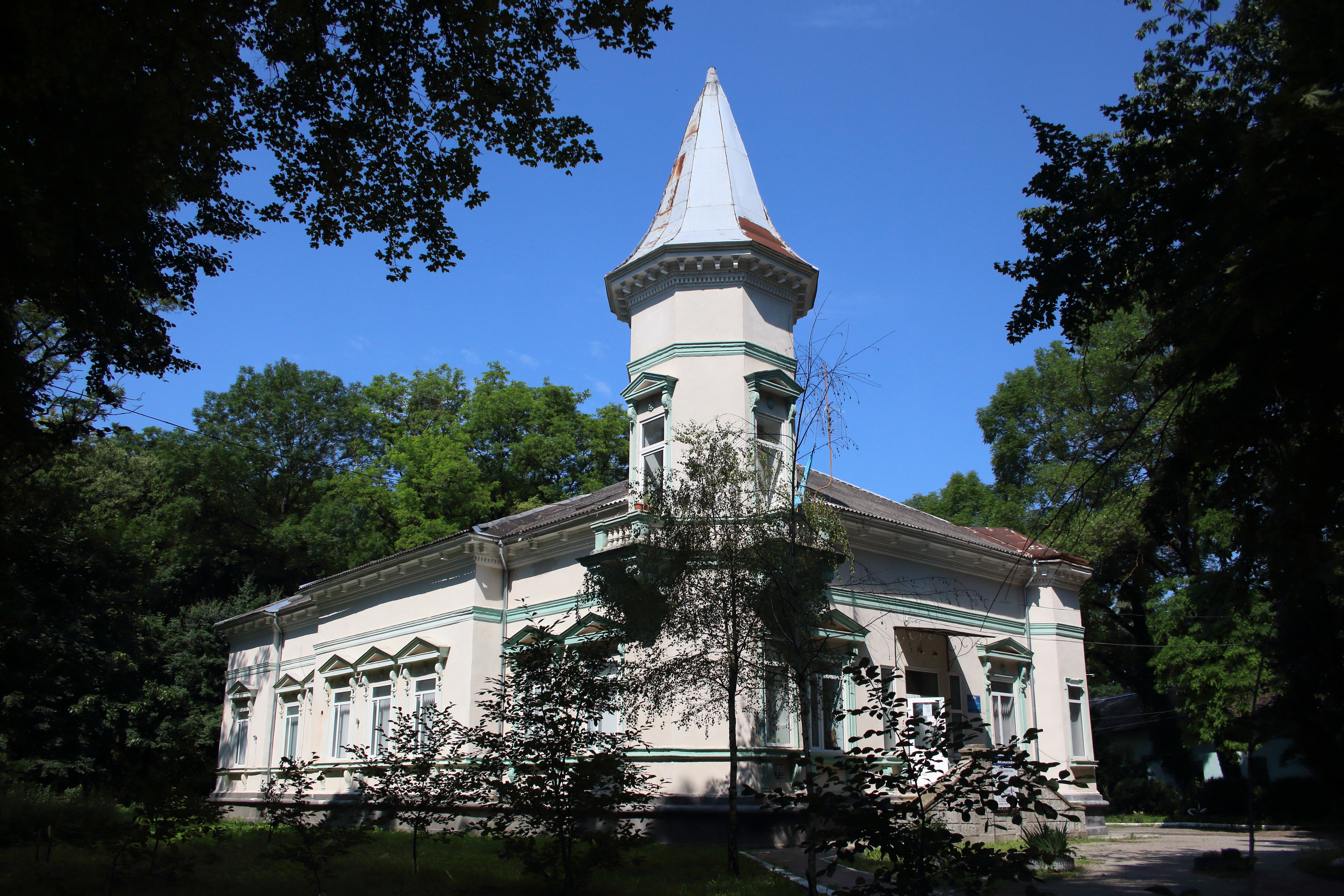
Le manoir Holouchovsky, classé[3],
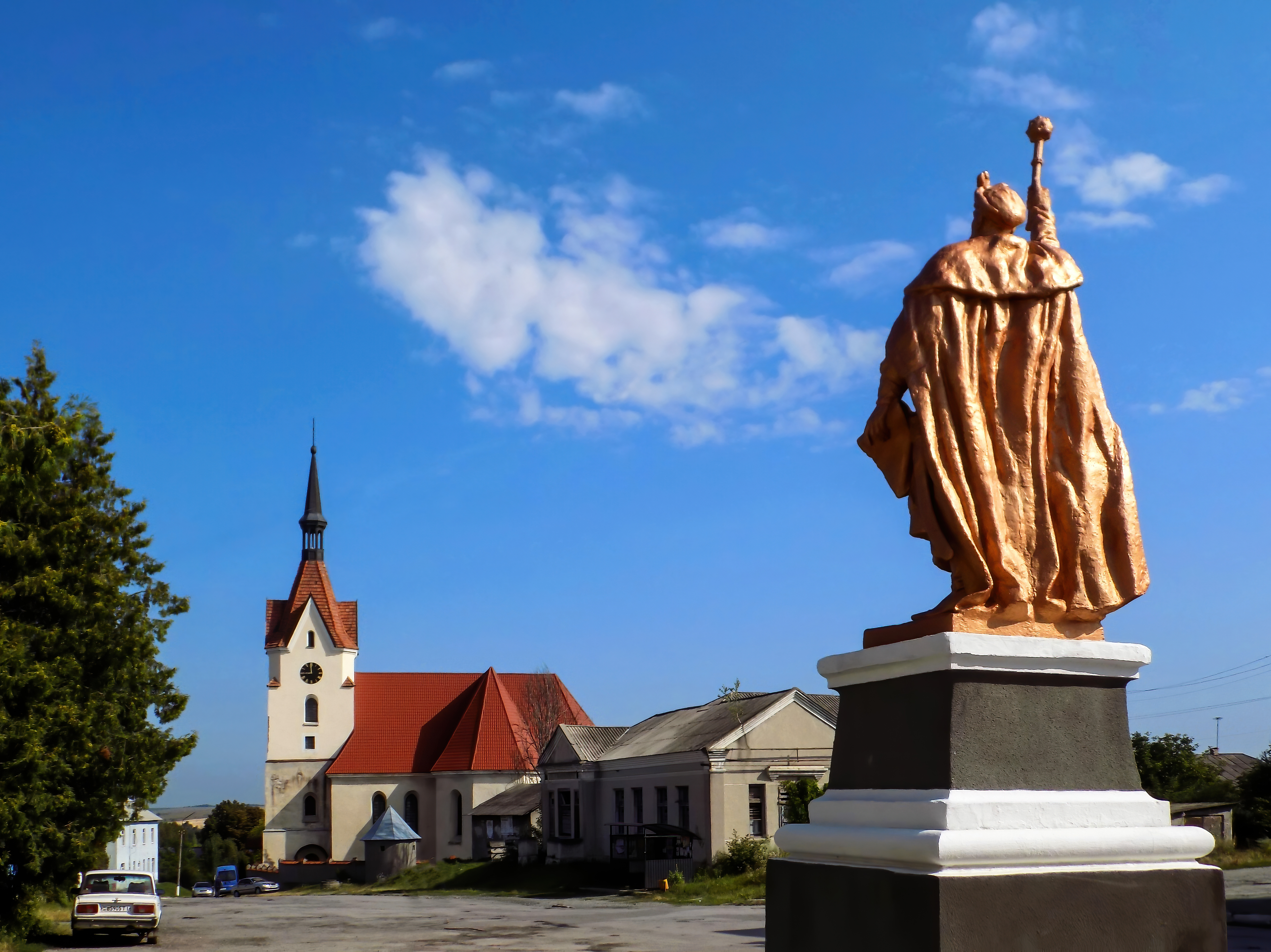
l'église de l'Assomption, classée[4] et la statue de Khmelnitski, classée[5],,
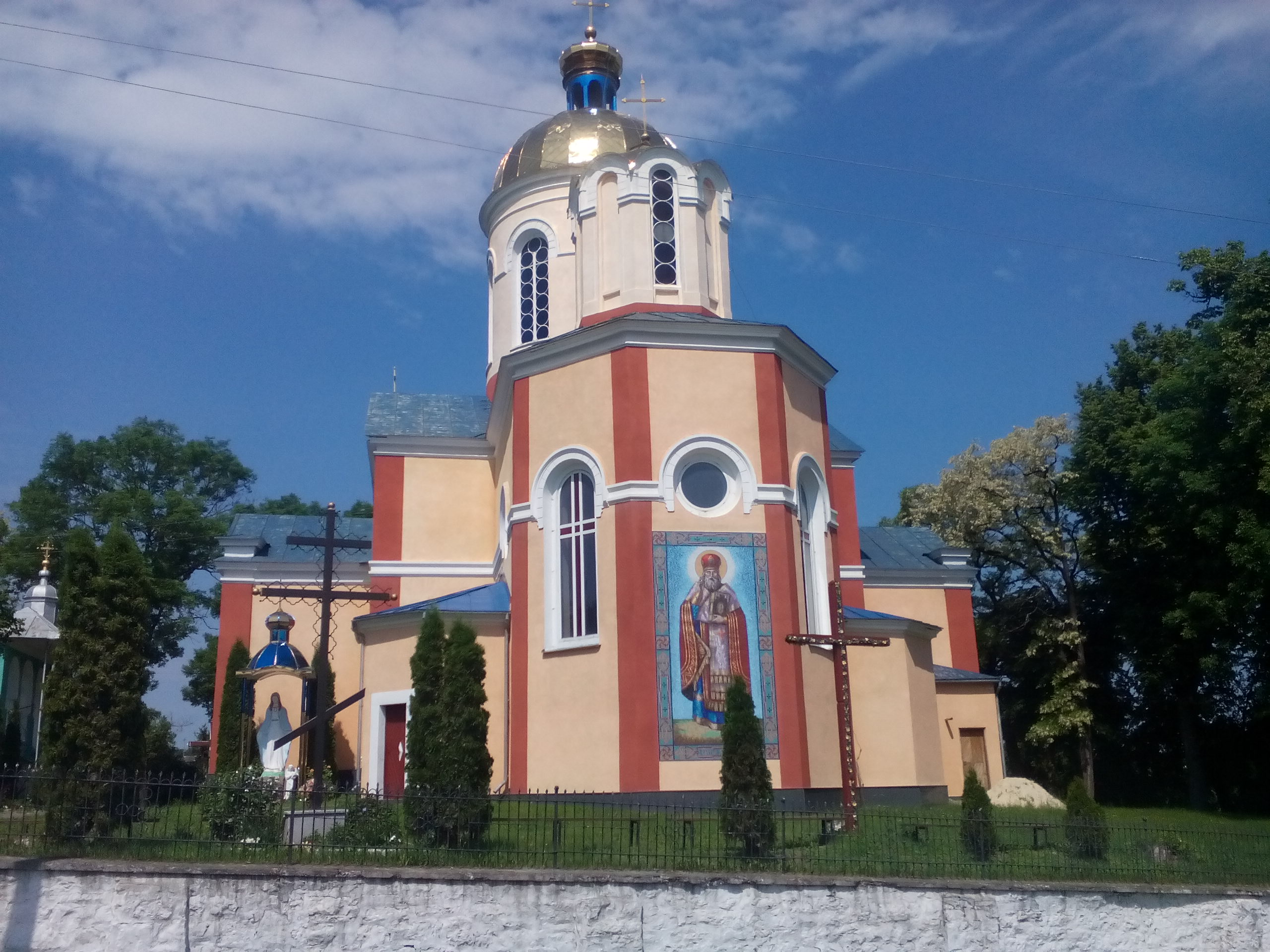
l'église st-Nicolas, classée[6],
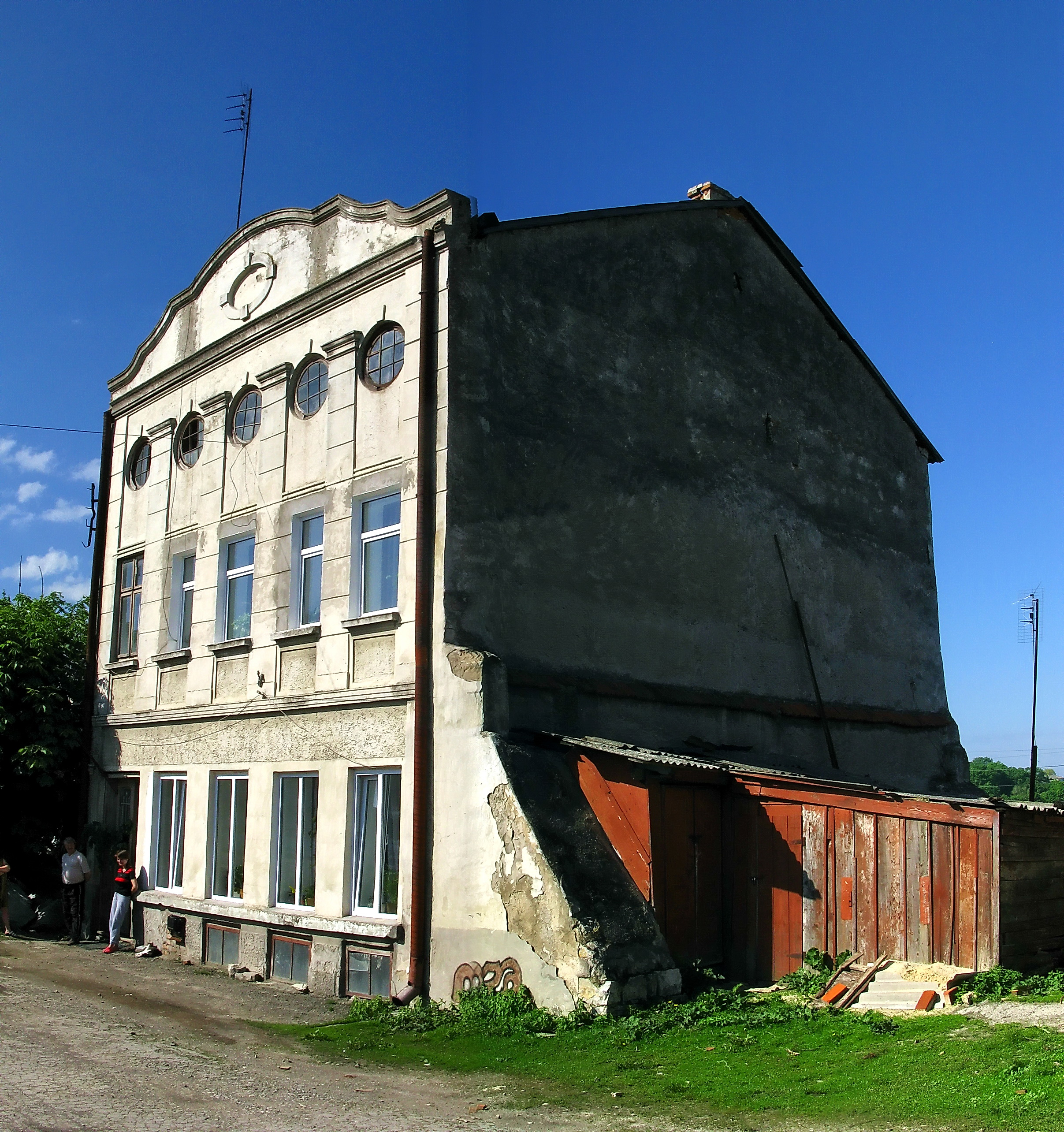
la synagogue, classée[7],
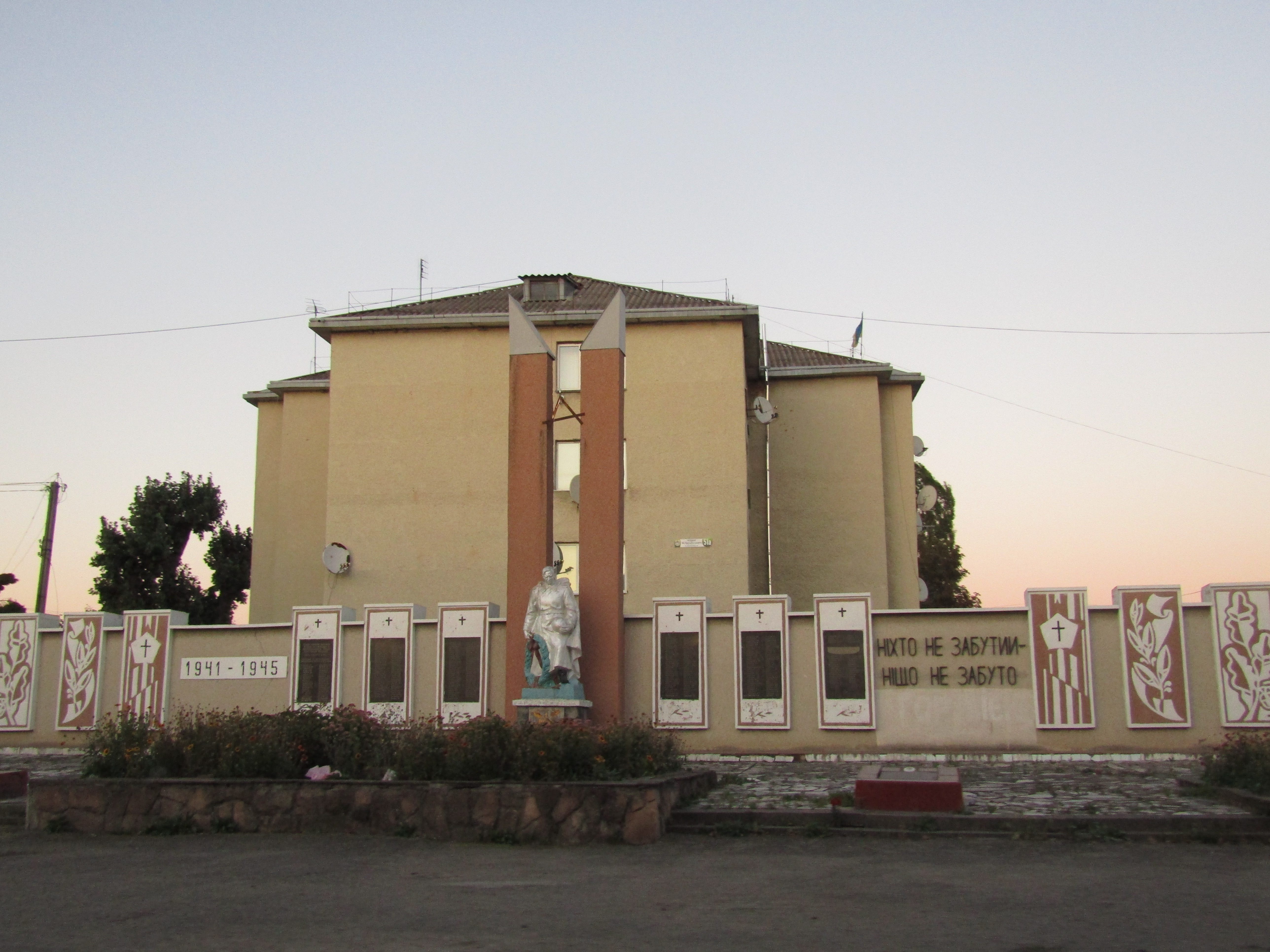
le monument aux morts, classée[8].

## Transports
Skala-Podilska se trouve à 127 km de Ternopil par le chemin de fer et à 120 km par la route.